# 鄭瑞隆
鄭瑞隆，犯罪學及社會工作學者，1964年生於台灣省彰化縣。1991年考取中山獎學金赴美國留學，最高學歷為美國伊利諾大學香檳校區社會工作博士（Ph.D. in Social Work, University of Illinois at Urbana-Champaign），國立中正大學犯罪防治學系教授。曾擔任國立中正大學犯罪防治學系主任兼犯罪防治研究所所長、中華民國犯罪學學會理事長、司法院人事審議委員會委員、考試院司法特考典試委員、國立中正大學學務長，現為國立中正大學教育學院院長。2015年7月起獲選為社團法人台灣防暴聯盟理事長，也擔任檢察官評鑑委員會委員、財團法人台灣更生保護會董事、財團法人犯罪被害人保護協會董事、亞洲家庭暴力及性侵害期刊總編輯。他也是財團法人犯罪矯正發展基金會董事、多年擔任總統教育獎大專組評審，曾擔任嘉義縣愛家反暴力協會理事長。學術研究領域為：家庭暴力、性侵害防治、毒品防治、青少年問題與輔導、矯正及司法社會工作、少女性剝削問題、新移民家庭暴力及輔導問題。2010年曾受邀擔任第十六屆世界犯罪學大會年會主題演講者，將台灣之司法保護業務推向世界犯罪學學術舞台。在專業領域持續服務社會、保護服務業務年資達20年（含）以上，於2018年12月獲得保護性服務最高榮譽衛福部紫絲帶獎資深優良獎殊榮。

## 外部連結
- 國立中正大學犯罪防治學系暨研究所 鄭瑞隆簡介 （页面存档备份，存于）